# Benz 35/60 PS
Der Benz 60 PS war ein PKW der Oberklasse und wurde dem Benz 50 PS als nächstgrößeres Modell zur Seite gestellt. Ab 1909 wurde der Wagen als Benz 35/60 PS angeboten.
Der Wagen war zunächst mit einem Vierzylinder-Reihenmotor mit 9240 cm³ Hubraum ausgestattet, der 60 PS (44 kW) bei 1350 min−1 entwickelte. Die Motorkraft wurde über eine Lederkonuskupplung an ein Vierganggetriebe weitergeleitet und von dort über Ketten an die Hinterräder. Die Höchstgeschwindigkeit lag bei 95 km/h. 1908 wurde der Hubraum bei gleichbleibender Leistung auf 8885 cm³ reduziert.
Das blattgefederte Fahrgestell mit Holzspeichenrädern und Luftreifen kostete 27.000 Goldmark.